# Piotr Andréyevich Shuválov

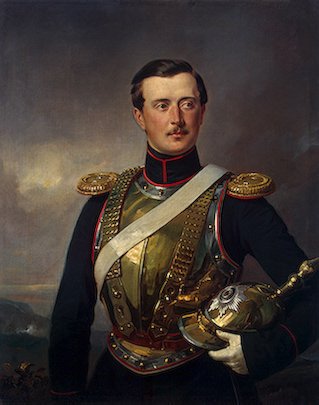
Piotr Shuvalov en 1850.

El Conde Piotr Andréyevich Shuválov (en ruso: Пётр Андре́евич Шува́лов; 27 de julio de 1827, San Petersburgo - 22 de marzo de 1889, San Petersburgo) fue un influyente estadista ruso y consejero del zar Alejandro II.

## Biografía
Piotr Andréyevich provenía de la familia Shuválov que era prominente en la cultura y política rusa desde mediados del siglo XVIII. Su padre, el Conde Andréi Petróvich Shuválov, fue una figura prominente en las cortes de Nicolás I de Rusia y Alejandro II de Rusia. Su madre era Thekla Ignatyevna Walentinowicz, viuda del Príncipe Zúbov y su heredera. El conde Pável Andréyevich Shuválov era su hermano. El Palacio de Rundāle era una notable finca familiar.
Tras su graduación del Cuerpo de Pajes, Piotr Shuválov ascendió de rango en el séquito de Alejandro II, pasando de adjunto del ala, mayor general del séquito y general adjunto en poco tiempo. En 1857 fue puesto al cargo de la policía de San Petersburgo y fue a Francia para entrenamiento.
En 1860 Shuválov fue nombrado director del Departamento de Asuntos Generales del Ministerio de Interior y, en 1861, fue hecho Jefe de Estado Mayor del Cuerpo Especial de Gendarmes. Propuso la abolición del Cuerpo, lo que contribuyó a su reputación de liberal y anglófilo. Su plan fue rechazado, y dimitió a finales de 1861. Sirvió en otros lugares a principios de la década de 1860 y, en 1864, fue nombrado gobernador general de la región del Báltico.
Después del fallido intento de asesinato de Alejandro II por Dmitry Karakozov en abril de 1866, Shuvalov fue nombrado Jefe de los Gendarmes y Jefe Ejecutivo de la Tercera Sección de la Cancillería Imperial, un puesto ministerial en su tiempo. Formó un grupo de ministros moderados de mentalidad similar (A. P. Bobrinsky, S. A. Greig, K. I. Pahlen, Dmitriy Tolstoy) y, con la ayuda del confidente del zar el Mariscal de Campo Aleksandr Bariátinski, siguió una política de reformas moderadas. Políticamente, se opuso simultáneamente a los eslavófilos y el llamado Partido Ruso así como a los reformadores más liberales como el ministro de Guerra Dimitri Miliutin y el Gran Duque Constantino Nicoláyevich.
Shuválov estaba a favor de desarrollar el autogobierno local aunque sobre la base de fortalecer la posición política de los terratenientes. A largo plazo, visionó un sistema de representación nacional con una constitución y un parlamento bicameral, según el modelo aristocrático inglés, pero dio a conocer sus ideas parlamentarias solamente en 1881, cuando ya estaba retirado:
una asamblea consultiva no puede traer ningún beneficio. Debe introducirse un sistema constitucional estableciendo dos cámaras y dándoles una voz decisiva. Si esto no puede hacerse inmediatamente, debe al menos erigirse un fundamento para que pueda surgir eventualmente un verdadero gobierno representativo.
Shuválov continuó las reformas de sus predecesores aunque más cautelosamente. Reorganizó los zemstvos en 1870 y revisó el ejército en 1874, reduciendo los años de servicio de 15 a 6. Al mismo tiempo, fortaleció el sistema de censura del gobierno y limitó los poderes fiscales de los zemstvos. En 1872, fue promovido a General de Caballería (1872), un rango equivalente a General en otros ejércitos.
En 1873, Shuválov fue enviado a Londres con la misión de acordar el matrimonio entre la Gran Duquesa María Alexandrovna de Rusia y el Duque de Edimburgo. La misión fue un éxito y los dos se casaron en enero de 1874. Shuválov se suponía que también debía asegurar al gobierno británico que Alejandro II no tenía planes para conquistar el Kanato de Jiva en Asia Central. Aunque Jiva cayó en manos de las tropas rusas en 1874, pudo culpar de ello al exceso de celo de los generales de tal modo que no dañó la reputación de Shuválov en Londres.
En abril de 1874, el Comité de Ministros aprobó la creación de una comisión experimental con la representación de los Zemstvo, los terratenientes locales y las ciudades. Aunque la comisión se encargó solo de revisar un  proyecto de ley sobre la contratación de trabajadores agrícolas, la noción fue considerada tan radical que en noviembre de 1874, Shuválov fue enviado al exilio honorario como embajador en Londres. No obstante, se dieron otras explicaciones más mundanas sobre su caída, como jactarse de su influencia sobre el zar o hacer comentarios incautos sobre su amante Catalina Dolgorukov.
Shuválov jugó un importante papel en las negociaciones entre Rusia y Gran Bretaña durante y después de la guerra ruso-turca (1877-1878) y fue instrumental en evitar el conflicto entre las dos potencias después del Tratado de San Stefano. Con la conclusión del Tratado de Berlín, 1878, la opinión pública rusa se giró en su contra ya que era visto como demasiado conciliador y demasiado deseoso de ceder ante las demandas británicas y especialmente alemanas. Aunque Alejandro II al principio resistió la presión pública de deponer a Shuválov, el deterioro de las relaciones ruso-alemanas en 1879 le obligaron a retirarse.